# جان ام. نیکلاس جونیور
جان ام. نیکلاس جونیور (انگلیسی: John M. Nickolaus Jr.؛ ‏ ۱۸ مهٔ ۱۹۱۳ – ۱۰ فوریهٔ ۱۹۸۵) فیلم‌بردار اهل ایالات متحده آمریکا بود.
از فیلم‌ها یا مجموعه‌های تلویزیونی که وی در آن‌ها نقش داشته‌است، می‌توان به دود اسلحه و نمایش هالیوود ۱۹۲۹ اشاره نمود.